# Leonardo Cantero
Leonardo Cantero Rodríguez (Bilbao, 1907-Madrid, 1995) fue un fotógrafo español.

## Infancia y juventud
Nació en Bilbao en 1907 en el seno de una familia de clase acomodada. Realizó estudios de arquitectura en Madrid, aunque pronto estuvo interesado por la fotografía. 
Su padre Leonardo Cantero Cortés (Miranda de Ebro, 1872-Madrid, 1955) fue un médico otorrino aficionado a la fotografía que acostumbraba abordar temas costumbristas como verbenas, carnavales, bailes o vendedores del Rastro madrileño. También colaboraba con la revista Actualidades desde 1903 y en otras colaboraciones donde firmaba bajo seudónimo.

## Su actividad como fotógrafo
En 1950 entra como miembro en la Real Sociedad Fotográfica de Madrid participando activamente. Cuando en 1956 la Agrupación fotográfica almeriense (AFAL) crea una revista pionera en España en ese momento participa en ella de un modo activo. En 1957 es miembro fundador del grupo La Palangana junto con los fotógrafos Gabriel Cualladó, Francisco Ontañón, Joaquín Rubio Camín, Paco Gómez y Ramón Masats lo que facilitó que se formase una corriente innovadora en el seno de la RSF llamada Escuela de Madrid. Este movimiento supuso un cambio de rumbo en la fotografía madrileña que estaba muy penetrada por el pictorialismo y la fotografía de salón.
El trabajo que realiza entre 1940 y 1960 que es principalmente un reportaje humanista lo basa en gran medida en las fotos tomadas en su finca familiar llamada La Dehesa de Hoyos en Sotillo de la Adrada (Ávila).  Participa en numerosos concursos fotográficos obteniendo diversos premios: Luis Navarro (1960), Premio del Ministerio de Agricultura (1964 y 1966), Premio de Sociedades en el Sonimag (1965), etc. También participa en numerosas exposiciones colectivas como la Exposición Internacional Zoológica de Amberes (1952), el Salón Internacional de Tarrasa (1963), etc. También realizó trabajos documentales sobre las abejas y los mántidos, así en 1961 hizo una serie de diapositivas en color sobre el mimetismo de los insectos que presentó en la III Bienal Internacional de París. 
Sus fotos aparecieron publicadas en numerosas revistas especializadas como Imagen y Sonido, Stern, Everfoto, Photo Year Book, etc.
Entre las últimas exposiciones realizadas cabe señalar la realizada en el Museo Municipal de Arte Contemporáneo de Madrid llamada Escuela de Madrid. Fotografía, 1950-1975, y la exposición individual realizada en 2008 en el Museo Reina Sofía.